# Melitta Bentz
Melitta Bentz (Drezda, 1873. január 31. – Holzhausen, 1950. június 29.) német vállalkozó, a kávészűrőpapír feltalálója, a Melitta cég alapítója.

## Családja
Amalie Auguste Melitta Liebscher néven született Drezdában 1873. január 31-én egy sikeres vállalkozó családban. Szülei Karl és Brigitte Liebscher voltak. Apja könyvkereskedőként és kiadóként dolgozott, nagyszülei egy sörfőzde alapítói és tulajdonosai voltak. 1898-ban vagy 1899-ben házasodtak össze Johannes Emil Hugo Bentz-cel, és három gyermekük született: Willy (1899), Horst (1904) és Herta (1911).

## Pályafutása
Háziasszonyként Melitta Bentz azt tapasztalta, hogy a kávéfőzők hajlamosak voltak túlfőzni a kávét, a presszó-típusú gépektől gyakran üledékes lett az ital, míg a vászonszűrőket nehézkesen lehetett tisztítani. Számos eszközzel kísérletezett, végül egy két részből álló szűrőrendszert készített Willy fia iskolai itatóspapírjából és egy szeggel átlyukasztott fémedényből. Amikor a kevésbé keserű kávé sikeres lett, Bentz vállalkozást indított. A Császári Szabadalmi Hivatal 1908. június 20-adikán bocsátott ki szabadalmat számára. Ugyanabban az évben december 15-én bejegyezték az M. Bentz céget, melynek alaptőkéje 73 pfennig volt.
A Bentz cég első alkalmazottai Melitta férje és két fia voltak. Otthonról dolgozva állították össze, csomagolták és árusították a szűrőket. Az üzlet gyorsan sikeressé vált, és miután szerződtettek egy bádogost a gyártáshoz, 1200 kávészűrőt adtak el az 1909-es lipcsei vásáron. 1911-ben a cég aranyérmet nyert a drezdai Nemzetközi Higiéniai Kiállításon valamint elnyerte a Szász Fogadósok Egyesületének ezüstérmét. Az első világháború kitörésekor az alapanyag beszerzése nehézségekbe ütközött, és a brit blokád miatt ellehetetlenült a babkávé importja. Ráadásul Hugo Bentzet besorozták, így az asszony a háború alatt egyedül vezette az üzletet. Amikor a szűrőgyártás lehetetlenné vált, kartondobozok eladásával foglalkozott.
A háború után a cég gyors növekedésnek indult, többek között a svájci és csehországi exportnak köszönhetően. 1928-ra már akkora volt a kereslet a kávészűrőkre, hogy 80 munkást foglalkoztattak két műszakban. A folyamatos növekedés miatt a cégnek többször kellett költöznie Drezdán belül, végül 1929-ben a cég Mindenbe költözött. Ekkoriban 169 420 szűrőt állítottak elő. Melitta Bentz továbbfejlesztette a terméket, többek között kialakította a jelenleg népszerű kúpalakú szűrőt, amelyet 1937-ben szabadalmaztatott.
Melitta Bentz átadta a cég vezetését férjének és egyik fiának. A cég neve 1930-ban Bentz & Sohn [Bentz és Fia] lett. Két évvel később, 1932-ben átadta részvényeinek többségét két fiának, de továbbra is rajta tartotta szemét az üzleten, és vigyázott arra, hogy gondoskodjanak az alkalmazottakról. A vállalat dolgozói számára segélyalapot hozott létre, az éves szabadságot az addigi hat napról tizenöt napra emelte, és a munkahetet öt naposra csökkentette.
A második világháború kitörését követően a gyártás leállt, a cégnek katonai célokra kellett termelnie. A háború után a gyártelepen a szövetségesek ideiglenes adminisztrációja rendezkedett be, így a dolgozókat régi gyárakba, barakkokba, sőt kocsmákba helyezték el. Ez az állapot 12 évig tartott. 1948-ban a szűrőgyártás újra beindult, és Melitta Bentz halálakor 1950-ben a cég értéke elérte a 4,7 millió német márkát. 

## Emlékezete
Nevét viseli a Melitta-Bentz-Straße Drezdában, Schwäbisch Gmündben, Sarstedtben, Telgteben és Münchenben, valamint róla kapta nevét a mindeni és stuttgarti Melitta-Straße. A Dresdner Neueste Nachrichten című napilap 2000-ben a „20. század 100 drezdaija” egyikévé választotta.

## Fordítás
- Ez a szócikk részben vagy egészben  a   Melitta Bentz című német Wikipédia-szócikk ezen változatának fordításán alapul.  Az eredeti cikk szerkesztőit annak laptörténete sorolja fel. Ez a jelzés csupán a megfogalmazás eredetét és a szerzői jogokat jelzi, nem szolgál a cikkben szereplő információk forrásmegjelöléseként.
- Ez a szócikk részben vagy egészben  a   Melitta Bentz című angol Wikipédia-szócikk ezen változatának fordításán alapul.  Az eredeti cikk szerkesztőit annak laptörténete sorolja fel. Ez a jelzés csupán a megfogalmazás eredetét és a szerzői jogokat jelzi, nem szolgál a cikkben szereplő információk forrásmegjelöléseként.